# Banca Catalana del Paseo de Gracia
Banca Catalana del Paseo de Gracia es un edificio racionalista de Barcelona que forma parte del Inventario del Patrimonio Arquitectónico de Cataluña.

## Descripción
El edificio de la Banca Catalana se sitúa en el Paseo de Gracia, una de las calles más emblemáticos de la ciudad condal. Por este motivo, el edificio debía tener un carácter emblemático y la potencia que la empresa requería. Se trata de una de las obras más representativas de la tecnología propia de los años sesenta aplicada a la arquitectura.
Respecto su estructura; se conforma como un edificio entre medianeras que sigue las directrices de Hispano Olivetti y el Noticiero Universal en cuanto a contextualización del volumen y radicalización del uso de la técnica. Destaca la introducción de unas jácenas en la primera planta que apuntalan el edificio liberando la planta baja de pilares. A partir de aquí, el espacio de la calle fluye a través de un sistema de medios niveles que conducen a las ventanillas de atención al público, ubicadas en la parte posterior. Las otras plantas tienen una estructura variable; sólo se mantiene como constante el núcleo de comunicaciones verticales.
El elemento decisivo que hizo que Josep Maria Fargas y Enric Tous ganaran el concurso para la construcción del edificio fue la fachada, construida con paneles aislantes. Es un plano bidimensional articulado a partir de paños de vidrio y piezas plásticas en forma de paraboloide. Esta solución otorga gran plasticidad y un interesante juego de claroscuros. Están pensadas como una retícula de elementos opacos y transparentes intercambiables en función de la distribución interior.
Las ventanas son horizontales y se estructuran, del suelo al techo, en módulos verticales. Algunos de los módulos son de vidrio reflectante y otros de formas hiperboloides, agrupadas en una proporción del 50 %.

## Historia
Enric Tous y Josep Maria Fargas son un caso singular en la arquitectura española de la segunda mitad del siglo XX. Empezaron en el ámbito del diseño industrial y del interiorismo para desarrollar más tarde una arquitectura inconformista con los condicionantes propios de los años 1950 y 1960. Sobrepasaron un contexto industrial, económico, político y social poco dado a la innovación a través de realizaciones tecnológicas y trabajo con innovación industrial de los sistemas constructivos.
El edificio de la Banca Catalana fue su primer gran encargo en un contexto urbano comprometido y en estrecho diálogo con la Casa Milà de Gaudí. Este edificio traslada a la escala urbana una metodología de trabajo basada en la eficiencia tecnológica de la producción, máxima flexibilidad en el uso y la integración modulada de los componentes en un todo armónico.